# ONEtoONE
ONEtoONE, Untertitel „New Marketing Management“, ist eine monatlich erscheinende Marketing-Fachzeitschrift aus dem HighText-Verlag Joachim Graf und Daniel Treplin OHG (Sitz in München).
Der Begriff One-to-one kommt aus dem englischen Sprachgebrauch und soll für ein dialogorientiertes Marketing „eins-zu-eins“, zwischen Anbieter und Kunde (siehe auch One-to-One-Marketing) stehen. Themen von ONEtoONE sind die Bekanntmachung von Produkten und Dienstleistungen, die Neukundengewinnung und die Betreuung nach dem Kauf.
ONEtoONE erscheint seit 1998 in gedruckter Form und kann im Abonnement und als Einzelheft bezogen werden. Außerdem ist ONEtoONE als digitales E-Magazin abrufbar.
Gründungschefredakteurin war von 1998 bis 2003 Vera Hermes. Aktueller Herausgeber und Chefredakteur ist Joachim Graf. Bis einschließlich 2017 erschien ONEtoONE in der ONEtoONE Media GmbH (Hamburg). Mit der Ausgabe 2/2018 übernahm der HighText-Verlag, München.
Die IVW-geprüfte verbreitete Auflage der Print-Ausgabe beträgt monatlich 12.154 Exemplare (IV/2018), verantwortlich in Sachen des Presserechts und Herausgeber ist Joachim Graf.
Der Verlag kooperierte 2019 und 2022 mit dem DDV und der OMR für eine Dialogmarketing-Area und einer eigenen Dialogmarketing-Konferenz auf dem OMR-Festival in Hamburg. Seit 2022 wird die Dialog Marketing Area und die Dialogmarketing-Bühne auf der Dmexco in Köln durchgeführt. Erweitert wird die Veranstaltung durch eine parallel online durchgeführte "Digital Dialog Stage".
Zum 1. Januar 2023 weiteten DDV und HighText-Verlag die Kooperation aus. Alle DDV-Mitglieder erhalten ab 2023 im Rahmen ihrer DDV-Mitgliedschaft das Kombi-Abo (Print, E-Paper, Online-Zugang) der ONEtoONE. Im Gegenzug wird der DDV künftig auch inhaltlich an der ONEtoONE mitwirken und in einem eigenen, DDV-gebrandeten Teil in jeder Ausgabe für den Verband wichtige Themen beisteuern.